# 上欧韦尔新城
上欧韦尔新城（法語：Villeneuve-sur-Auvers，法語發音：[vilnœv syʁ ovɛʁ] ⓘ，意即“欧韦尔上方的新城”）是法国法兰西岛大区埃松省的一个市镇，属于埃唐普区。

## 地名
与通常在法语地名中表示“在……河畔”之意的“sur”不同，该地名“Villeneuve-sur-Auvers”中的“sur”意为“在……上方”，表示名为新城（Villeneuve，音译“维勒讷沃”）的该地与欧韦尔（Auvers）的位置关系，并以“欧韦尔上方的新城”之名区分其他的“新城”，且事实上在该地附近也并无“欧韦尔河”存在。

## 地理
上欧韦尔新城（48°28'32"N, 2°14'57"E）面积7.07 平方千米，位于法国法蘭西島大區埃松省，该省份为法国北部内陆省份，北起上塞纳省和马恩河谷省，西接厄尔-卢瓦省和伊夫林省，南至卢瓦雷省，东临塞纳-马恩省。
与上欧韦尔新城接壤的市镇（或旧市镇、城区）包括：瑞讷河畔让维尔、布维尔、欧韦尔圣乔治、布瓦西勒屈泰、塞尔尼。
上欧韦尔新城的时区为UTC+01:00、UTC+02:00（夏令时）。

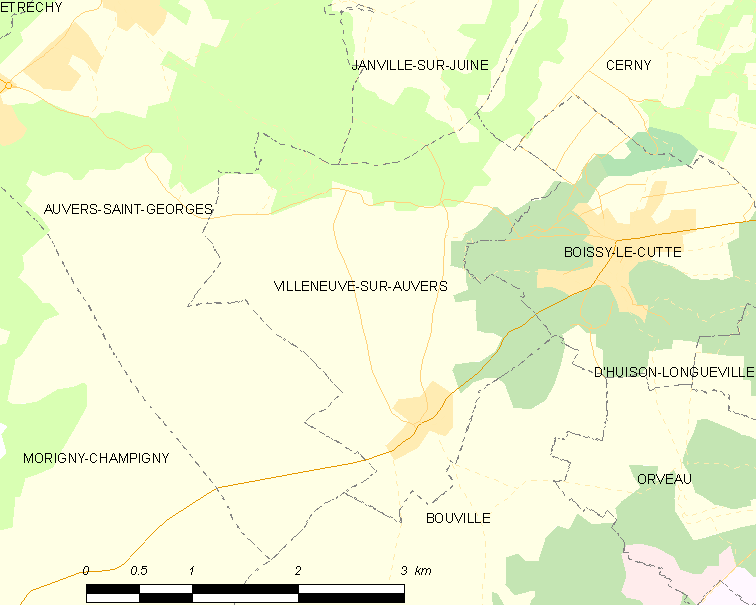
上欧韦尔新城的OSM定位图

## 行政
上欧韦尔新城的邮政编码为91580，INSEE市镇编码为91671。

## 政治
上欧韦尔新城所属的省级选区为埃唐普县。

## 人口

1962-2008年间上欧韦尔新城人口变化图示

上欧韦尔新城于2022年1月1日时的人口数量为595人。